# Júlio Cesar Pinto Coelho
Júlio César Pinto Coelho (Santa Bárbara, 31 de dezembro de 1849 - Belo Horizonte, 6 de março de 1916) foi um coronel, engenheiro e construtor. É o patrono da cadeira 24, do Instituto Histórico e Geográfico de Minas Gerais.

## Biografia

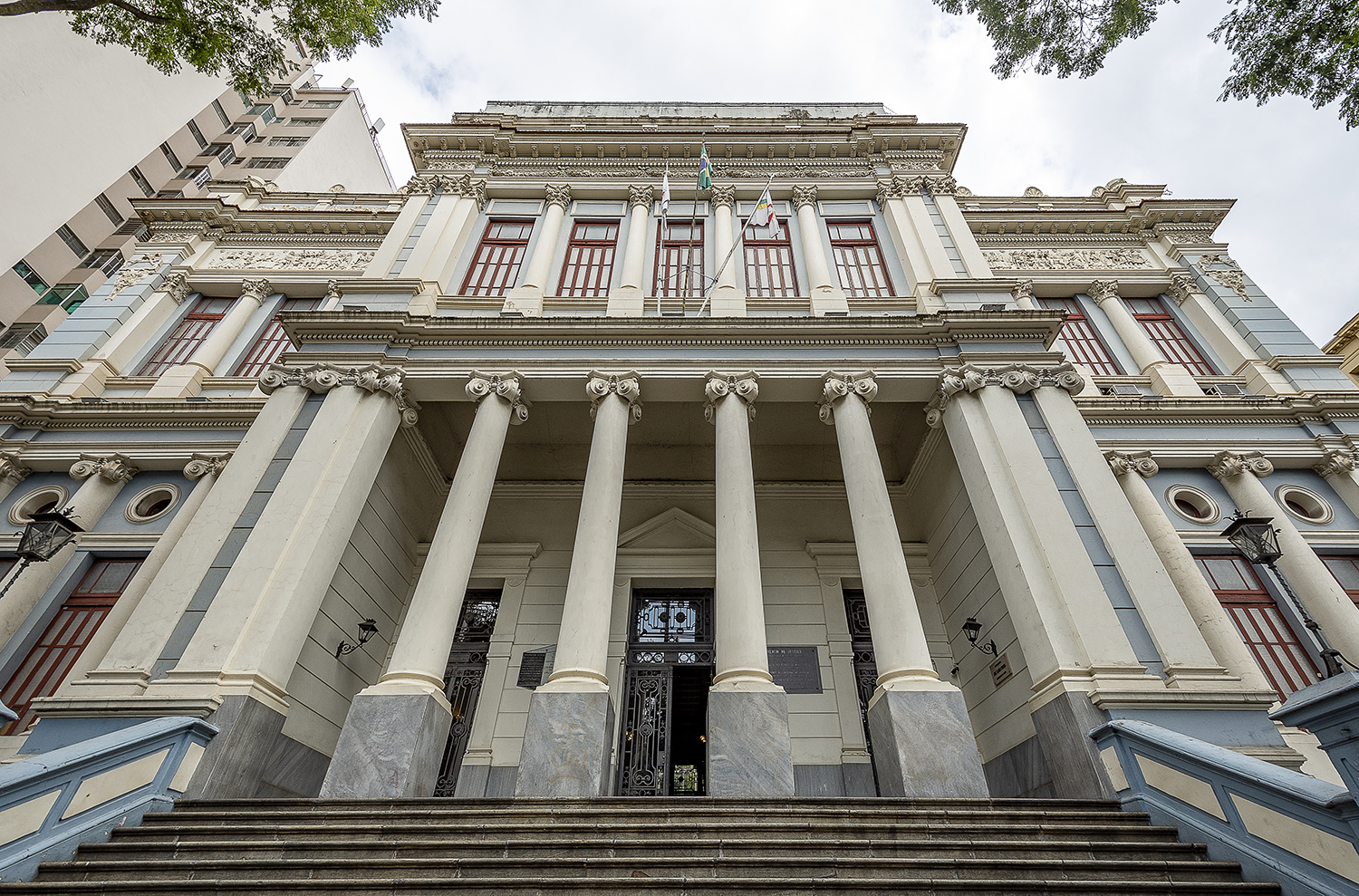
Fachada do Palácio da Justiça, de Belo Horizonte.

Nasceu em 31 de dezembro de 1849, em Santa Bárbara, Minas Gerais. Ainda criança foi para Sabará, onde fez seus estudos iniciais. Depois para Juiz de Fora e posteriormente Rio de Janeiro, onde se formou Engenheiro Rural (agrimensor). Depois de formado, mudou-se para Belo Horizonte, onde ajudou na construção da nova capital. Trabalhou também em Juiz de Fora como delegado de polícia e juiz de paz, bem como juiz de paz em Belo Horizonte em 1899 quando ainda era chamada de Cidade de Minas.
Também em Belo Horizonte redigiu com Albino Alves Filho o livro didático de geografia Carta Descriptiva, distribuído para escolas primárias.
Foi fundador em 1910 do Tiro Bello Horizontino, primeiro clube de tiro de Belo Horizonte, sendo também seu primeiro presidente.
Na cidade atuou como engenheiro e empreiteiro de diversas obras civis. Foi o construtor do Palácio da Justiça, na Avenida Afonso Pena. Também obteve o contrato de bondes e chefiou a Guarda Nacional. Chegou a ser juiz de paz.

Elaborou uma cartografia da Capital mineira, provavelmente a primeira realizada. Descreveu assim a cidade:
“os terrenos são excelentemente arejados, sem pântanos e alagadiços, as nascentes são inúmeras e de água puríssima, excelentes rochas para construção, preciosas argilas, a cidade é bordada por matas, estas cortadas por córregos e regatos de águas puras, tudo próprio para criação de todas as espécies de gado, inclusive lanígero, uberdade excepcional do solo. Milho, arroz, feijão, batata, aipim, trigo, toda sorte de legumes, deliciosas e perenes fontes frutíferas, de manga, laranja, abacaxi, fruta do conde, articum, jabuticaba, ameixa, uva, maçã, pêssego, figo, banana, caju , gabiroba”.
É conhecido como um dos fundadores do Instituto Histórico e Geográfico de Minas Gerais. Era presidente do Clube Floriano Peixoto, associação sócio-cultural-literária, que foi a instituição originária que gerou o IHGMG. Seu filho, Copérnico Pinto Coelho, foi presidente do instituto entre 1958 e 1969.
Faleceu em Belo Horizonte, em 6 de março de 1916.